# ミック・タルボット
ミック・タルボット（Mick Talbot、1958年9月11日 - ）は、イングランドのキーボード奏者。ポール・ウェラーとともにスタイル・カウンシルの共同設立者であり、デキシーズ・ミッドナイト・ランナーズ、マートン・パーカス、ビューローのメンバーも務めた。

## 経歴

### スタイル・カウンシル
1982年、彼はポール・ウェラーとスタイル・カウンシルを結成し、1983年初頭に最初のレコードをリリースした。1990年3月にスタイル・カウンシルが解散して以来、タルボットはウェラーのソロ作品で演奏を続けている。また、元スタイル・カウンシルのメンバー、スティーヴ・ホワイトと、タルボット&ホワイト名義でアルバムをリリースしている。
その後、彼は元スタイル・カウンシルのバンドメイトであるホワイトや、元オーシャン・カラー・シーンのベース奏者デイモン・ミンチェラとともに、ジャズ/ファンク・バンドのプレイヤーズで演奏を始めた。

### その他の作品とコラボレーション
タルボットは、1970年代後半のモッズ・リバイバル・グループであるマートン・パーカス、デキシーズ・ミッドナイト・ランナーズ、ビューローと演奏し、ビューローの曲「Only for Sheep」のミュージック・ビデオにも出演している。
タルボットは、1980年と2003年から2013年までデキシーズ（旧デキシーズ・ミッドナイト・ランナーズ）のメンバーを務めた。またガリアーノでキーボードを演奏したり、ジーンとのツアーや、1991年のヤング・ディサイプルズのアルバム『ロード・トゥ・フリーダム』に参加した。2009年にはキャンディ・ステイトンとイギリスをツアーしている。
2014年、タルボットはウィルコ・ジョンソンとロジャー・ダルトリーのコラボレーションによるスタジオ・アルバム『ゴーイング・バック・ホーム』に参加した。また、ダルトリーとピート・タウンゼントの2014年のシングル・リリース「Be Lucky」や、2015年3月にリリースされたピート・ウィリアムズのアルバム『Roughnecks Roustabouts』（Basehart Recordings）にも演奏で参加している。